# Championnat d'Europe masculin de volley-ball des moins de 19 ans 2009
Navigation
Vienne/Krems 2007 2011
Le 8e championnat d'Europe de volley-ball masculin des moins de 19 ans s'est déroulé du 4 au 9 avril 2009 à Rotterdam (Pays-Bas).
La victoire est revenue à la France.

## Équipes présentes
| - Pays-Bas (Organisateur) - France (Vainqueur du Championnat d'Europe 2007) - Pologne (1er Poule A TQCE) - Belgique (1er Poule B TQCE) - Russie (1er Poule C TQCE) - Bulgarie (1er Poule D TQCE) | - Serbie (1er Poule E TQCE) - Biélorussie (2e Poule A TQCE) - Espagne (2e Poule B TQCE) - Autriche (2e Poule C TQCE) - Hongrie (2e Poule D TQCE) - Italie (2e Poule E TQCE) |

### Classement poules de qualification
| Poule A                                                   | Poule B                                                            | Poule C                                                                | Poule D                                                    | Poule E                                                                     |
| --------------------------------------------------------- | ------------------------------------------------------------------ | ---------------------------------------------------------------------- | ---------------------------------------------------------- | --------------------------------------------------------------------------- |
| Site : Rewal Pologne Biélorussie Ukraine Estonie Danemark | Site : Vilvoorde Belgique Espagne Grèce Israël Lettonie Luxembourg | Site : Iaroslavl Russie Autriche Finlande Slovénie Monténégro Lituanie | Site : Gabrovo Bulgarie Hongrie Turquie Allemagne Roumanie | Site : Bardejov Serbie Italie Slovaquie République tchèque Croatie Portugal |

## Tour préliminaire

### Composition des groupes
| Poule A                                     | Poule B                                    | Poule C                                   | Poule D                                |
| ------------------------------------------- | ------------------------------------------ | ----------------------------------------- | -------------------------------------- |
| Site : Rotterdam France Biélorussie Espagne | Site : Rotterdam Pays-Bas Pologne Autriche | Site : Rotterdam Belgique Bulgarie Italie | Site : Rotterdam Russie Serbie Hongrie |

### Poule A
| No | Équipe      | Points | Matches | Matches | Matches | Sets | Sets   | Sets  | Points | Points | Points |
| No | Équipe      | Points | joués   | gagnés  | perdus  | pour | contre | Ratio | pour   | contre | Ratio  |
| -- | ----------- | ------ | ------- | ------- | ------- | ---- | ------ | ----- | ------ | ------ | ------ |
| 1  | France      | 4      | 2       | 2       | 0       | 6    | 2      | 3,000 | 197    | 157    | 1,255  |
| 2  | Espagne     | 3      | 1       | 1       | 1       | 4    | 3      | 1,333 | 162    | 147    | 1,102  |
| 3  | Biélorussie | 2      | 2       | 0       | 2       | 1    | 6      | 0,167 | 118    | 173    | 0,682  |

### Poule B
| No | Équipe   | Points | Matches | Matches | Matches | Sets | Sets   | Sets  | Points | Points | Points |
| No | Équipe   | Points | joués   | gagnés  | perdus  | pour | contre | Ratio | pour   | contre | Ratio  |
| -- | -------- | ------ | ------- | ------- | ------- | ---- | ------ | ----- | ------ | ------ | ------ |
| 1  | Pologne  | 4      | 2       | 2       | 0       | 6    | 3      | 2,000 | 215    | 171    | 1,257  |
| 2  | Pays-Bas | 3      | 2       | 1       | 1       | 4    | 4      | 1,000 | 174    | 195    | 0,892  |
| 3  | Autriche | 2      | 2       | 0       | 2       | 3    | 6      | 0,500 | 182    | 205    | 0,888  |

### Poule C
| No | Équipe   | Points | Matches | Matches | Matches | Sets | Sets   | Sets  | Points | Points | Points |
| No | Équipe   | Points | joués   | gagnés  | perdus  | pour | contre | Ratio | pour   | contre | Ratio  |
| -- | -------- | ------ | ------- | ------- | ------- | ---- | ------ | ----- | ------ | ------ | ------ |
| 1  | Belgique | 4      | 2       | 2       | 0       | 6    | 1      | 6,000 | 171    | 151    | 1,132  |
| 2  | Bulgarie | 3      | 2       | 1       | 1       | 4    | 4      | 1,000 | 173    | 174    | 0,994  |
| 3  | Italie   | 2      | 2       | 0       | 2       | 1    | 6      | 0,167 | 147    | 166    | 0,885  |

### Poule D
| No | Équipe  | Points | Matches | Matches | Matches | Sets | Sets   | Sets  | Points | Points | Points |
| No | Équipe  | Points | joués   | gagnés  | perdus  | pour | contre | Ratio | pour   | contre | Ratio  |
| -- | ------- | ------ | ------- | ------- | ------- | ---- | ------ | ----- | ------ | ------ | ------ |
| 1  | Russie  | 4      | 2       | 2       | 0       | 6    | 1      | 6,000 | 165    | 140    | 1,179  |
| 2  | Serbie  | 3      | 1       | 1       | 1       | 4    | 4      | 1,000 | 180    | 176    | 1,023  |
| 3  | Hongrie | 2      | 2       | 0       | 2       | 1    | 6      | 0,167 | 142    | 171    | 0,830  |

## Phase finale

### Classements 9-12
|  | Tour de classement                            | Tour de classement                            |           |   | 9e place                                | 9e place                                |
|  | Tour de classement                            | Tour de classement                            |           |   | 9e place                                | 9e place                                |
|  |                                               |                                               |           |   |                                         |                                         |
|  | Rotterdam, 07-04-09 (16-25 25-23 20-25 22-25) | Rotterdam, 07-04-09 (16-25 25-23 20-25 22-25) |           |   | Rotterdam, 08-04-09 (17-25 21-25 21-25) | Rotterdam, 08-04-09 (17-25 21-25 21-25) |
|  | Rotterdam, 07-04-09 (16-25 25-23 20-25 22-25) | Rotterdam, 07-04-09 (16-25 25-23 20-25 22-25) |           |   | Rotterdam, 08-04-09 (17-25 21-25 21-25) | Rotterdam, 08-04-09 (17-25 21-25 21-25) |
|  | Biélorussie                                   | 1                                             |           |   | Rotterdam, 08-04-09 (17-25 21-25 21-25) | Rotterdam, 08-04-09 (17-25 21-25 21-25) |
|  | Biélorussie                                   | 1                                             |           |   | Rotterdam, 08-04-09 (17-25 21-25 21-25) | Rotterdam, 08-04-09 (17-25 21-25 21-25) |
|  | Autriche                                      | 3                                             |           |   | Rotterdam, 08-04-09 (17-25 21-25 21-25) | Rotterdam, 08-04-09 (17-25 21-25 21-25) |
|  | Autriche                                      | 3                                             | Autriche  | 0 |                                         |                                         |
|  | Rotterdam, 07-04-09 (26-24 25-15 25-21)       |                                               | Autriche  | 0 |                                         |                                         |
|  |                                               | Italie                                        | 3         |   |                                         |                                         |
|  | Italie                                        | Italie                                        | 3         | 3 |                                         |                                         |
|  | Italie                                        |                                               |           | 3 |                                         |                                         |
|  | Hongrie                                       | 0                                             |           |   |                                         |                                         |
|  | Hongrie                                       | 0                                             | 11e place |   |                                         |                                         |
|  |                                               |                                               |           |   |                                         |                                         |
|  | Rotterdam, 08-04-09 (24-26 23-25 27-29)       |                                               |           |   |                                         |                                         |
|  |                                               |                                               |           |   |                                         |                                         |
|  | Biélorussie                                   | 0                                             |           |   |                                         |                                         |
|  | Biélorussie                                   | 0                                             |           |   |                                         |                                         |
|  | Hongrie                                       | 3                                             |           |   |                                         |                                         |
|  | Hongrie                                       | 3                                             |           |   |                                         |                                         |

### Classements 5-8
|  | Tour de classement                                  | Tour de classement                                  |          |   | 5e place                                      | 5e place                                      |
|  | Tour de classement                                  | Tour de classement                                  |          |   | 5e place                                      | 5e place                                      |
|  |                                                     |                                                     |          |   |                                               |                                               |
|  | Rotterdam, 08-04-09 (20-25 19-25 26-24 25-23 15-13) | Rotterdam, 08-04-09 (20-25 19-25 26-24 25-23 15-13) |          |   | Rotterdam, 09-04-09 (25-17 22-25 20-25 22-25) | Rotterdam, 09-04-09 (25-17 22-25 20-25 22-25) |
|  | Rotterdam, 08-04-09 (20-25 19-25 26-24 25-23 15-13) | Rotterdam, 08-04-09 (20-25 19-25 26-24 25-23 15-13) |          |   | Rotterdam, 09-04-09 (25-17 22-25 20-25 22-25) | Rotterdam, 09-04-09 (25-17 22-25 20-25 22-25) |
|  | Pays-Bas                                            | 3                                                   |          |   | Rotterdam, 09-04-09 (25-17 22-25 20-25 22-25) | Rotterdam, 09-04-09 (25-17 22-25 20-25 22-25) |
|  | Pays-Bas                                            | 3                                                   |          |   | Rotterdam, 09-04-09 (25-17 22-25 20-25 22-25) | Rotterdam, 09-04-09 (25-17 22-25 20-25 22-25) |
|  | Bulgarie                                            | 2                                                   |          |   | Rotterdam, 09-04-09 (25-17 22-25 20-25 22-25) | Rotterdam, 09-04-09 (25-17 22-25 20-25 22-25) |
|  | Bulgarie                                            | 2                                                   | Pays-Bas | 1 |                                               |                                               |
|  | Rotterdam, 08-04-09 (25-21 25-17 25-12)             |                                                     | Pays-Bas | 1 |                                               |                                               |
|  |                                                     | Espagne                                             | 3        |   |                                               |                                               |
|  | Espagne                                             | Espagne                                             | 3        | 3 |                                               |                                               |
|  | Espagne                                             |                                                     |          | 3 |                                               |                                               |
|  | Belgique                                            | 0                                                   |          |   |                                               |                                               |
|  | Belgique                                            | 0                                                   | 7e place |   |                                               |                                               |
|  |                                                     |                                                     |          |   |                                               |                                               |
|  | Rotterdam, 09-04-09 (15-25 15-25 23-23)             |                                                     |          |   |                                               |                                               |
|  |                                                     |                                                     |          |   |                                               |                                               |
|  | Bulgarie                                            | 0                                                   |          |   |                                               |                                               |
|  | Bulgarie                                            | 0                                                   |          |   |                                               |                                               |
|  | Belgique                                            | 3                                                   |          |   |                                               |                                               |
|  | Belgique                                            | 3                                                   |          |   |                                               |                                               |

### Classements 1-4
|  | Quarts de finale                                    | Quarts de finale                                    |                                                    |                                                    | Demi-finales                                  | Demi-finales                                  |   |  | Finale                                  | Finale                                  |
|  | Quarts de finale                                    | Quarts de finale                                    |                                                    |                                                    | Demi-finales                                  | Demi-finales                                  |   |  | Finale                                  | Finale                                  |
|  |                                                     |                                                     |                                                    |                                                    |                                               |                                               |   |  |                                         |                                         |
|  | Rotterdam, 07-04-09 (25-20 25-14 25-17)             | Rotterdam, 07-04-09 (25-20 25-14 25-17)             |                                                    |                                                    | Rotterdam, 08-04-09 (25-22 22-25 25-22 25-20) | Rotterdam, 08-04-09 (25-22 22-25 25-22 25-20) |   |  | Rotterdam, 09-04-09 (25-22 25-21 25-20) | Rotterdam, 09-04-09 (25-22 25-21 25-20) |
|  | Rotterdam, 07-04-09 (25-20 25-14 25-17)             | Rotterdam, 07-04-09 (25-20 25-14 25-17)             |                                                    |                                                    | Rotterdam, 08-04-09 (25-22 22-25 25-22 25-20) | Rotterdam, 08-04-09 (25-22 22-25 25-22 25-20) |   |  | Rotterdam, 09-04-09 (25-22 25-21 25-20) | Rotterdam, 09-04-09 (25-22 25-21 25-20) |
|  | France                                              | 3                                                   |                                                    |                                                    | Rotterdam, 08-04-09 (25-22 22-25 25-22 25-20) | Rotterdam, 08-04-09 (25-22 22-25 25-22 25-20) |   |  | Rotterdam, 09-04-09 (25-22 25-21 25-20) | Rotterdam, 09-04-09 (25-22 25-21 25-20) |
|  | France                                              | 3                                                   |                                                    |                                                    | Rotterdam, 08-04-09 (25-22 22-25 25-22 25-20) | Rotterdam, 08-04-09 (25-22 22-25 25-22 25-20) |   |  | Rotterdam, 09-04-09 (25-22 25-21 25-20) | Rotterdam, 09-04-09 (25-22 25-21 25-20) |
|  | Pays-Bas                                            | 0                                                   |                                                    |                                                    | Rotterdam, 08-04-09 (25-22 22-25 25-22 25-20) | Rotterdam, 08-04-09 (25-22 22-25 25-22 25-20) |   |  | Rotterdam, 09-04-09 (25-22 25-21 25-20) | Rotterdam, 09-04-09 (25-22 25-21 25-20) |
|  | Pays-Bas                                            | 0                                                   | France                                             | 3                                                  |                                               |                                               |   |  | Rotterdam, 09-04-09 (25-22 25-21 25-20) | Rotterdam, 09-04-09 (25-22 25-21 25-20) |
|  | Rotterdam, 07-04-09 (26-24 20-25 25-20 25-16)       |                                                     | France                                             | 3                                                  |                                               |                                               |   |  | Rotterdam, 09-04-09 (25-22 25-21 25-20) | Rotterdam, 09-04-09 (25-22 25-21 25-20) |
|  |                                                     | Russie                                              | 1                                                  |                                                    |                                               |                                               |   |  | Rotterdam, 09-04-09 (25-22 25-21 25-20) | Rotterdam, 09-04-09 (25-22 25-21 25-20) |
|  | Russie                                              | Russie                                              | 1                                                  | 3                                                  |                                               |                                               |   |  | Rotterdam, 09-04-09 (25-22 25-21 25-20) | Rotterdam, 09-04-09 (25-22 25-21 25-20) |
|  | Russie                                              |                                                     |                                                    | 3                                                  |                                               |                                               |   |  | Rotterdam, 09-04-09 (25-22 25-21 25-20) | Rotterdam, 09-04-09 (25-22 25-21 25-20) |
|  | Bulgarie                                            | 1                                                   |                                                    |                                                    |                                               |                                               |   |  | Rotterdam, 09-04-09 (25-22 25-21 25-20) | Rotterdam, 09-04-09 (25-22 25-21 25-20) |
|  | Bulgarie                                            | 1                                                   | France                                             | 3                                                  |                                               |                                               |   |  |                                         |                                         |
|  | Rotterdam, 07-04-09 (25-23 25-22 25-20)             |                                                     | France                                             | 3                                                  |                                               |                                               |   |  |                                         |                                         |
|  |                                                     | Serbie                                              | 0                                                  |                                                    |                                               |                                               |   |  |                                         |                                         |
|  | Pologne                                             | Serbie                                              | 0                                                  | 3                                                  |                                               |                                               |   |  |                                         |                                         |
|  | Pologne                                             | Rotterdam, 08-04-09 (27-25 21-25 17-25 23-25)       |                                                    | 3                                                  |                                               |                                               |   |  |                                         |                                         |
|  | Espagne                                             | 0                                                   |                                                    |                                                    |                                               |                                               |   |  |                                         |                                         |
|  | Espagne                                             | 0                                                   | Pologne                                            | 1                                                  |                                               |                                               |   |  |                                         |                                         |
|  | Rotterdam, 07-04-09 (25-19 19-25 23-25 29-27 13-15) | Rotterdam, 07-04-09 (25-19 19-25 23-25 29-27 13-15) | Pologne                                            | 1                                                  | Match pour la 3e place                        | Match pour la 3e place                        |   |  |                                         |                                         |
|  | Rotterdam, 07-04-09 (25-19 19-25 23-25 29-27 13-15) | Rotterdam, 07-04-09 (25-19 19-25 23-25 29-27 13-15) |                                                    | Serbie                                             | Match pour la 3e place                        | Match pour la 3e place                        | 3 |  |                                         |                                         |
|  | Belgique                                            | 2                                                   | Rotterdam, 09-04-09 (16-25 25-18 17-25 25-20 15-6) | Rotterdam, 09-04-09 (16-25 25-18 17-25 25-20 15-6) |                                               |                                               | 3 |  |                                         |                                         |
|  | Belgique                                            | 2                                                   | Rotterdam, 09-04-09 (16-25 25-18 17-25 25-20 15-6) | Rotterdam, 09-04-09 (16-25 25-18 17-25 25-20 15-6) |                                               |                                               |   |  |                                         |                                         |
|  | Serbie                                              | 3                                                   |                                                    | Russie                                             | 3                                             |                                               |   |  |                                         |                                         |
|  | Serbie                                              | 3                                                   |                                                    | Russie                                             | 3                                             |                                               |   |  |                                         |                                         |
|  |                                                     |                                                     |                                                    |                                                    |                                               |                                               |   |  | Pologne                                 | 2                                       |
|  |                                                     |                                                     |                                                    |                                                    |                                               |                                               |   |  | Pologne                                 | 2                                       |

## Classement final
| Place              | Équipe      |
| ------------------ | ----------- |
| Médaille d'or      | France      |
| Médaille d'argent  | Serbie      |
| Médaille de bronze | Russie      |
| 4                  | Pologne     |
| 5                  | Espagne     |
| 6                  | Pays-Bas    |
| 7                  | Belgique    |
| 8                  | Bulgarie    |
| 9                  | Italie      |
| 10                 | Autriche    |
| 11                 | Hongrie     |
| 12                 | Biélorussie |

## Distinctions individuelles
- MVP :  Earvin N'Gapeth
- Meilleur marqueur :  Adrian Buchowski
- Meilleur attaquant :  Aleksandar Atanasijević
- Meilleur serveur :  Earvin N'Gapeth
- Meilleur contreur : Igor Filippov
- Meilleur passeur :  Nikola Jovović
- Meilleur libéro :  Ludovic Duée